# گورستان چهر ۱
قبرستان ۱ چهر مربوط به سده‌های میانه و متاخر دوران‌های تاریخی پس از اسلام است و در شهرستان هرسین، بخش مرکزی، دهستان شیرز، محدوده شرقی روستای چهر واقع شده و این اثر در تاریخ ۲۶ اسفند ۱۳۸۷ با شمارهٔ ثبت ۲۵۶۶۲ به‌عنوان یکی از آثار ملی ایران به ثبت رسیده است.